# 汾阳公主
郑国温仪公主（798年—851年8月20日），唐朝公主，是中国唐朝第十一代皇帝唐宪宗李纯之第六女，母太妃荥阳郑氏。初封汾阳公主。元和十一年（816年）嫁给韦让。开成四年（839年）十二月初五，韦让被贬为澧州长史；後为义成军节度使。 汾阳公主死后追封郑国公主，谥号温仪。男四人，皆幼而不育；女三人，存者一人，嫁陇西李滂。又男曰兖郎，女三人，一人嫁荥阳郑位，二人未笄。